# Џозеф (Орегон)
Џозеф (енгл. Joseph) град је у америчкој савезној држави Орегон.

## Демографија
По попису из 2010. године број становника је 1.081, што је 27 (2,6%) становника више него 2000. године.
| Група             | 2000.       | 2010.         |
| Белци             | 997 (94,6%) | 1.013 (93,7%) |
| Афроамериканци    | 0 (0,0%)    | 8 (0,7%)      |
| Азијати           | 2 (0,2%)    | 4 (0,4%)      |
| Хиспаноамериканци | 13 (1,2%)   | 22 (2,0%)     |
| Укупно            | 1.054       | 1.081         |